# Jorge Paulo Lemann
Jorge Paulo Lemann (né le 26 août 1939 à Rio de Janeiro) est un homme d'affaires et milliardaire hélvético-brésilien.
Issu d'une famille de la bourgeoisie, il étudie à l'Université Harvard. Sportif de haut niveau, il est sacré cinq fois champion du Brésil en tennis, et participe à deux rencontres de Coupe Davis.
Lemann est réputé pour être obsédé par la compétition, et ne presque jamais donner d'interview.
Il devient l'homme le plus riche du Brésil à la suite de ses nombreux rachats et restructurations d'entreprises.
Jorge Paulo Lemann est un des 3 fondateurs de 3G Capital,  actionnaire majoritaire du groupe Kraft Heinz, Tim Hortons ou Burger King entre autres.

## Biographie
Ancien joueur de tennis, il a été sacré à cinq reprises champion du Brésil, a participé à deux rencontres de Coupe Davis (l'une en 1962 pour la Suisse, l'autre en 1973 pour le Brésil) et a joué au tournoi de Wimbledon. Il a étudié à l'Université Harvard d'où il est sorti diplômé en 1961. C'est un manager considéré comme un « cost killer » aux méthodes radicales, n'hésitant pas à supprimer des postes dans les entreprises qu'il rachète. Il ne donne quasiment jamais d'interview et ne parle presque jamais en public. Il est devenu l'homme le plus riche du Brésil à la suite de ses nombreux rachats et restructurations d'entreprises.
Il vit désormais à Rapperswil-Jona, près du lac de Zürich en Suisse, où il a émigré en 1999 après une tentative d'enlèvement de ses enfants,.
Sa fortune, associée à celles des cinq autres plus gros milliardaires du Brésil, représente plus de richesses que les économies des cent millions de Brésiliens les plus pauvres.